# Corteza (ent)
Corteza (Skinbark en el original inglés), o Fladrif en sindarin, es un personaje ficticio que forma parte del legendarium creado por el escritor británico J. R. R. Tolkien y que aparece en su novela El Señor de los Anillos. Pertenece a la raza de los ents, unos seres ficticios cuya forma corporal se asemeja a un árbol, aunque poseen capacidades humanas como las de pensar, hablar o andar. A finales de la Tercera Edad del Sol, época en la que se desarrolla la novela, Corteza era uno de los tres ents más viejo que aún vivían en la Tierra Media, junto con Bárbol y Zarcillo.
Probablemente parecido a un abedul, Corteza vivía en el bosque de Fangorn, al este de Isengard. Cuando el mago Saruman se alió con Sauron, los orcos le hirieron y destruyeron a muchos de sus árboles, hecho que le llevó a trasladarse a las faldas más altas de Fangorn, donde abundaban sus árboles favoritos, los abedules, y tras ello se negó a bajar de allí.